# Epiphyllum hookeri subsp. columbiense
Epiphyllum hookeri subsp. columbiense ist eine Unterart der Pflanzenart Epiphyllum hookeri in der Gattung Epiphyllum aus der Familie der Kakteengewächse (Cactaceae). Das Epitheton columbiense verweist auf das Vorkommen der Art in Kolumbien.

## Beschreibung
Epiphyllum hookeri subsp. columbiense wächst epiphytisch mit reich verzweigten, 1 bis 2 Meter langen hängenden Trieben. Die Haupttriebe sind an der Basis  drehrund und auf einer Länge von 1 bis 3 Zentimetern blattstielähnlich. Die zarten, linealisch bis länglichen, abgeflachten Seitentriebe sind 7 bis 10 Zentimeter lang und 1,5 bis 4,5 Zentimeter breit. Ihr Rand ist gelappt und gezähnt. Die Areolen stehen 2 bis 4 Zentimeter voneinander entfernt.
Die stieltellerförmigen, duftenden Blüten sind weiß. Sie sind 7 bis 10 Zentimeter lang und erreichen Durchmesser von 1,5 bis 5 Zentimetern. Ihre Blütenröhre ist schlank. Die ellipsoiden, roten, gerippten Früchte werden bei einem Durchmesser von 2 Zentimetern bis 4 Zentimeter lang.

## Verbreitung und Systematik
Epiphyllum hookeri subsp. columbiense ist in Kolumbien und Ecuador in Höhenlagen bis 700 Metern verbreitet. 
Die Erstbeschreibung als Phyllocactus phyllanthus var. columbiensis wurde 1898 von Frédéric Albert Constantin Weber veröffentlicht. Ralf Bauer stellte die Art 2003 als Unterart zur Art Epiphyllum hookeri. Weitere nomenklatorische Synonyme sind Epiphyllum phyllanthus var. columbiense (F.A.C.Weber) Backeb. (1959) und Epiphyllum columbiense (F.A.C.Weber) Dodson & A.H.Gentry (1977).

## Nachweise